# Нижняя Нярпа
 Нижняя Нярпа  — опустевшая деревня в Афанасьевском районе Кировской области в составе Бисеровского сельского поселения.

## География
Расположена на расстоянии примерно 37 км на север по прямой от районного центра поселка  Афанасьево на правобережье реки Кама.

## История
Известна была с 1891 года как починок Кречетовский на 9 семей, в 1905 году здесь (починок Кречетовское) 9 дворов и 61 житель, в 1926 (деревня Низ-Нярпинская) 11 и 62, в 1950 (Ниж-Нярпа) 21 и 56, в 1989 проживало 3 человека. Настоящее название утвердилось с 1978 года.  

## Население
Постоянное население не было учтено как в 2002 году, так и в 2010.